# Philipp Pöllitzer
Philipp Pöllitzer OMI (ur. 18 stycznia 1940 w Mörtelsdorf) – austriacki duchowny katolicki, biskup diecezji Keetmanshoop w Namibii w latach 2007–2017.

## Życiorys

### Prezbiterat
W 1960 roku wstąpił do zgromadzenia misjonarzy oblatów i pięć lat później złożył w nim śluby wieczyste. Święcenia kapłańskie otrzymał 17 grudnia 1965 roku. Po święceniach wyjechał do Namibii i podjął pracę duszpasterską w różnych placówkach zakonnych. W 2001 objął urząd prowincjała.

### Episkopat
31 maja 2007 papież Benedykt XVI mianował go biskupem diecezji Keetmanshoop w Namibii. Sakry biskupiej udzielił mu 14 lipca 2007 ówczesny nuncjusz apostolski w Namibii – arcybiskup tytularny Altinum – James Green.
21 lipca 2017 przeszedł na emeryturę.